# James B. Harris
Pour les articles homonymes, voir James Harris.
James B. Harris est un producteur et réalisateur américain né le 3 août 1928 à New York. Il est connu pour avoir produit plusieurs films de Stanley Kubrick.

## Filmographie

### Comme producteur
- 1956 : L'Ultime Razzia (The Killing) de Stanley Kubrick
- 1957 : Les Sentiers de la gloire (Paths of Glory) de Stanley Kubrick
- 1962 : Lolita de Stanley Kubrick

- 1965 : Aux postes de combat (The Bedford Incident) de James B. Harris
- 1973 : Some Call It Loving de James B. Harris
- 1977 : Un espion de trop (Telefon) de Don Siegel
- 1982 : Fast-Walking de James B. Harris
- 1988 : Cop de James B. Harris
- 2006 : Le Dahlia noir (The Black Dahlia) de Brian De Palma

### Comme réalisateur
- 1965 : Aux postes de combat (The Bedford Incident)
- 1973 : Some Call It Loving
- 1982 : Fast-Walking
- 1988 : Cop
- 1993 : L'Extrême Limite (Boiling Point)